# Afroedura tembulica
Afroedura tembulica är en ödleart som beskrevs av Hewitt 1926. Afroedura tembulica ingår i släktet Afroedura och familjen geckoödlor. Inga underarter finns listade i Catalogue of Life.
Arten förekommer i Sydafrika i regionen som tidigare var östra Kapprovinsen. Honor lägger ägg.